# Farní sbor Českobratrské církve evangelické v Kladně
Farní sbor Českobratrské církve evangelické, seniorátu pražského, jeden z jeho mimopražských sborů. Od roku 1998 do roku 2014 byl spravován farářkou Danielou Brodskou. V září 2015 byl instalován nový kazatel - Leonardo Teca. Laickým představitelem sboru je kurátor Oldřich Doseděl. Podle údajů portálu Evangnet Sbor pořádá služby boží v sídle sboru každou neděli v 9:00 hod. V roce 2015 vykazoval 233 členů.

## Historie
Sbor vznikl roku 1869 jako kazatelská stanice klimentského sboru v Praze. V roce 1871 získal status filiálního sboru a samostatným sborem se stal roku 1912, ještě před spojením evangelických církví A. V. a H. V. do Českobratrské církve evangelické (1918). Původně patřil k církvi evangelické H. V.
Vlastní kladenský evangelický kostel byl zbudován v roce 1895, roku 1905 pak v zadní části doplněn přístavbou fary a sborového sálu.